# جون كاين
جون كاين (بالإنجليزية: John Kane)‏ هو لاعب كرة قاعدة أمريكي، ولد في 19 فبراير 1900 في شيكاغو في الولايات المتحدة، وتوفي بنفس المكان في 25 يوليو 1956.

## وصلات خارجية
- جون كاين على موقعبيزبول رفرنس.كوم (الدوري الرئيسي) (الإنجليزية)